# نوبت‌کاری
نوبت‌کاری یا شیفت‌کاری نوعی استخدام است که برای ارائهٔ خدمات ۲۴ در ۷ (شبانه‌روزی در طول هفته) به‌کار می‌رود. در این نوع استخدام معمولاً روز به چند «نوبت» تقسیم می‌شود و گروه‌های مختلف کارگران در این نوبت‌ها وظایف خود را انجام می‌دهند.
در پزشکی و همه‌گیرشناسی، نوبت‌کاری یک عامل خطر برای سلامت محسوب می‌شود، چرا که اختلال در ساعت زیستی بدن احتمال ابتلا به بیماری‌های قلبی-عروقی، اختلالات شناختی، دیابت، و چاقی را افزایش می‌دهد.
نوبت‌کاری همچنین ممکن است به روابط شخصی و خانوادگی فرد صدمه بزند. بنابر پژوهش‌ها ازدواج‌هایی که در آن یکی از زوجین مشغول نوبت‌کاری است شش بار بیشتر از ازدواج‌هایی که هر دو روزکار هستند به طلاق می‌انجامند.
در ایران، بر اساس ماده ۵۵ قانون کار ایران، کار نوبتی عبارت است از «کاری که در طول ماه گردش دارد، به نحوی که نوبتهای آن در صبح یا عصر یا شب واقع می‌شود».
بر اساس ماده ۵۶ قانون کار ایران نیز کارگری که در طول ماه به‌طور نوبتی کار می‌کند و نوبت‌های کار وی در صبح و عصر واقع می‌شود ۱۰٪ و اگر نوبت‌ها در صبح و عصر و شب قرار گیرد، ۱۵٪، و اگر نوبت‌ها در صبح و شب یا عصر و شب باشد ۲۲/۵٪ علاوه بر مزد به عنوان «فوق‌العادهٔ نوبت‌کاری» دریافت خواهد کرد.